# Kunoy
Kunoy is een eiland in het noordoosten van de Faeröer tussen Kalsoy en Borðoy waarmee het verbonden is met een weg over een dam. De naam van het eiland betekent Vrouweneiland. De oppervlakte van het eiland is 35,5 km² en het heeft 134 inwoners wat een bevolkingsdichtheid oplevert van 3,8 inwoners/km². De hoogste berg van Kunoy is de Kúvingafjall met een hoogte van 830 meter.
Kunoy is ook de naam van de belangrijkste plaats op het eiland. Het dorp heeft 65 inwoners (2005) en ligt aan de westkust van het eiland. De postcode van Kunoy is FO 780. Kunoy is sinds 1988 via een tunnel verbonden met Haraldssund, een andere plaats op het eiland. Er is een busverbinding tussen Kunoy (dorp) via Haraldssund over de dam naar het eiland Borðoy.
Skarð was het derde dorp van het eiland dat verlaten werd nadat er op kerstavond in 1913 een ongeluk met een vissersboot gebeurde dat alle mannen van het dorp het leven kostte, op een veertienjarige jongen en een oude man van zeventig na, waarna de vrouwen besloten om te verhuizen naar Haraldssund.

## Bekende inwoner
Símun av Skarði (1872-1942) was een Faeröerse poëet, politicus, leraar en oprichter van de Føroya Fólkaháskúli (Faeröerse Volkshogeschool) is geboren in Skarð. Hij schreef het Faeröerse volkslied, Mítt alfagra land.

## Bergen
| Rank | Naam            | Hoogte |
| ---- | --------------- | ------ |
| 4    | Kúvingafjall    | 830m   |
| 5    | Teigafjall      | 825m   |
| 6    | Kunoyarnakkur   | 819m   |
| 7    | Havnartindur    | 818m   |
| 8    | Urðafjall       | 817m   |
| 9    | Middagsfjall    | 805m   |
| 18   | Galvsskorafjall | 768m   |
| 42   | Suður á Nakki   | 703m   |
| 73   | Klubbin         | 644m   |
| 198  | Lítlafjall      | 471m   |
| 219  | Klettur         | 444m   |

Borðoy · Eysturoy · Fugloy · Hestur · Kalsoy · Koltur · Kunoy · Lítla Dímun · Mykines · Nólsoy · Sandoy · Skúvoy · Stóra Dímun · Streymoy · Suðuroy · Svínoy · Vágar · Viðoy